# لوسيندا براند
لوسيندا براند (بالهولندية: Lucinda Brand)‏ هي دراجة هولندية، ولدت في 2 يوليو 1989 في دوردريخت في هولندا.

## وصلات خارجية
- الموقع الرسمي
- لوسيندا براند على موقع الاتحاد الدولي للدراجات (الإنجليزية)
- لوسيندا براند على موقع أرشيف الدراجات (الإنجليزية)
- لوسيندا براند على موقع إحصائيات الدراجات الإحترافية (الإنجليزية)
- لوسيندا براند على موقع نسبة الدراجات (الإنجليزية)
- لوسيندا براند على موقع CycleBase (الإنجليزية)
- لوسيندا براند على موقع تيم أن.أل (الهولندية)